# Daniel Satti
Daniel Costa Teixeira de Souza  (São Paulo, 6 de abril de 1974), nome artístico Daniel Satti , é um ator brasileiro.

## Vida pessoal
Nascido, na cidade de São Paulo, numa família de classe média, Daniel é o filho do meio dos mineiros, Joáris Teixeira de Souza, engenheiro mecânico e empresário e Bernadete Costa Teixeira de Souza, empresária. Tem dois irmãos, Joáris Teixeira de Souza Junior e Alberto Costa Teixeira de Souza. Sua família se mudou para Tóquio quando tinha 5 anos de idade e retornou para Belo Horizonte um ano e meio depois. Começou a estudar teatro, em 1998, a convite de um amigo, quando ainda cursava engenharia civil, abandonando o curso no quarto ano. Em seguida ingressou na faculdade de comunicação social concluindo no ano de 2003 e transferiu-se para o Rio de Janeiro dando sequência à carreira artística. 
No dia 29 de outubro de 2019, foi nomeado com o título de acadêmico efetivo na área de artes dramáticas da Academia de Ciências, Letras e Artes de São Paulo, assumindo a cadeira 3, patroneada pelo ator Anselmo Duarte.

## Carreira
Estreou em Belo Horizonte como ator no teatro em 2001 protagonizando a comédia de costumes Casa, Dinheiro e Roupa Lavada, uma adaptação do texto O Primo Da Califórnia de Joaquim Manuel de Macedo. Dentre outras peças, atuou em Fausto (Goethe) (2007) e Trem Fantasma - Uma comédia romântica (2010). Em 2004 estreou na televisão fazendo uma participação no episódio Será que ela é? do seriado A Diarista da TV Globo, interpretando Roberval. Nos anos seguintes realizou outras participações especiais, dentre elas, nas telenovelas A Favorita (2008), quando assinou o seu primeiro contrato como elenco de apoio, e Cama de Gato (2009), além da série Os Caras de Pau (2010).
Em 2012, interpretou Frederico Carrilho , um pai de família bom e decente que passa dificuldades financeiras e abandona sua casa apesar de amar a filha Carmen Carrilho (Stefany Vaz), no remake da telenovela Carrossel, exibida pelo SBT. Até então, com o nome artístico Daniel Satixe, passou a assinar como Daniel Satti após o término dessa produção. No ano de 2014 integrou o elenco de Pecado Mortal numa participação especial como Pente-Fino, segurança do contraventor Quim (Bruno Padilha) e exibida pela RecordTV.
Nessa mesma emissora, em Os Dez Mandamentos (telenovela) (2015), viveu o oficial egípcio Panahasi  que é morto por Moisés. Outro personagem histórico na TV foi Viriato Prazeres, o dono do teatro, que entra na trama e barra, a pedido de Chalaça (Rômulo Estrela), Domitila de Castro (Agatha Moreira), amante de Dom Pedro I (Caio Castro), que é humilhada em ópera, durante o período da Independência do Brasil, época em que é contada a estória de Novo Mundo (2017). Em 2020, deu vida ao vilão Donato Camargo, capanga de Dominique (Guilhermina Guinle), que entra em cena na novela Salve-se Quem Puder, para matar o Juiz Vitório (Ailton Graça) e fracassa na tentativa, sendo preso, e posteriormente, dado como morto.
Em 2020, Daniel Satti ganhou o prêmio de "Melhor Ator" na edição do mês de Junho do festival de cinema estadunidense The Scene Festival pelo curta-metragem "Entreolhares" de Ivann Willig, este foi o primeiro prêmio internacional de atuação da carreira do ator.

## Filmografia

### Televisão
| Ano       | Título              | Personagem                | Notas                                         |
| --------- | ------------------- | ------------------------- | --------------------------------------------- |
| 2004      | A Diarista          | Roberval                  | Episódio 14: "Será que ela é?"                |
| 2006      | O Profeta           | Cliente                   | Cap. 149                                      |
| 2006      | Belíssima           | Passageiro 2              | Cap. 127                                      |
| 2006      | Pé na Jaca          | Funcionário do banco      | Cap. 55                                       |
| 2006      | Zorra Total         | Repórter                  |                                               |
| 2006      | Zorra Total         | Executivo                 |                                               |
| 2007      | Paraíso Tropical    | Repórter 1                | Cap. 1                                        |
| 2007      | Caminhos do Coração | Massagista                | Caps. 134 e 135                               |
| 2008      | A Favorita          | Beto                      | Caps. 56, 61, 71, 79 e 94                     |
| 2009      | Cama de Gato        | Jornalista Sérgio Madeira | Caps. 54, 66, 96, 101, 119 e 120              |
| 2010      | Tempos Modernos     | Mergulhador               | Cap. 55                                       |
| 2010      | Passione            | Oficial de justiça        | Cap. 201                                      |
| 2010      | Os Caras de Pau     | Fabão                     | Episódio 22: "Esportistas Armadores"          |
| 2010      | Separação?!         | Performer                 | Ep. 5                                         |
| 2012–2013 | Carrossel           | Frederico Carrilho        | Caps. 6-310                                   |
| 2013      | Pecado Mortal       | Pente-Fino                | Caps. 107, 108, 109, 113, 126 e 127           |
| 2014      | Em Família          | Rui                       | "Momentos em família" Cap. 33                 |
| 2015      | Os Dez Mandamentos  | Panahasi                  | Caps. 36, 41, 43, 44, 45 e 46                 |
| 2017      | Novo Mundo          | Viriato Prazeres          | Caps. 109, 110, 111, 155, 156, 158, 159 e 160 |
| 2019      | Jezabel             | Frequentador da taberna   | Capítulo 75                                   |
| 2020      | Salve-se Quem Puder | Donato Camargo            | Caps. 1 e 2                                   |

### Cinema
| Ano  | Filme                                                    | Personagem             | Nota                                 |
| ---- | -------------------------------------------------------- | ---------------------- | ------------------------------------ |
| 2008 | Vingança                                                 | Amigo de Carol         | Direção: Paulo Pons                  |
| 2008 | Eu Estou Bem, Cada Vez Melhor                            | Candidato              | Direção: Rodrigo Guéron              |
| 2016 | Os Dez Mandamentos                                       | Panahasi               | Direção: Alexandre Avancini          |
| 2017 | Metrópole (Episódio piloto)                              | Cliente de Virgínia    | Direção: Miguel Rodrigues            |
| 2017 | Chicote (Trailer)                                        | Policial               | Direção: Fred Mayrink                |
| 2019 | O Braço Direito                                          | Munir                  | Direção: Rodrigo Reinhardt           |
| 2020 | CEO Fantasma                                             | Irmão mais velho       | Direção: Fernando Tiezzi             |
| 2020 | Te Amo pra Sempre                                        | Gabriel                | Direção: Marcos Ribas                |
| 2020 | Entreolhares                                             | Sandro                 | Direção: Ivann Willig                |
| 2020 | Solteira Quase Surtando"                                 | Flávio                 | Direção: Caco Souza                  |
| 2020 | Amor, Confuso Amor                                       | Jorge                  | Direção: André Luís                  |
| 2020 | QuarentenaDOC                                            | Daniel                 | Direção: Sirley Franco / Fred Chalub |
| 2021 | O Faixa Preta - A Verdadeira História de Fernando Tererê | Alexandre Paiva (Gigi) | Direção: Caco Souza                  |

## Teatro
| Ano  | Peça                                  | Personagem           |
| ---- | ------------------------------------- | -------------------- |
| 2001 | Casa, Dinheiro e Roupa Lavada         | Adriano              |
| 2001 | Tarzan, o Rei das Selvas              | Clayton              |
| 2002 | As Belas Tranças da Princesa Rapunzel | Príncipe             |
| 2006 | .DOC                                  | Garoto de programa   |
| 2007 | Meu Ambiente                          | Professor Vivaldino  |
| 2007 | Fausto                                | Brander              |
| 2010 | Trem Fantasma - Uma Comédia Romântica | Felipe               |
| 2018 | Kanibálya For All (Leitura)           | Albertinho Lee Monta |
| 2022 | O Homem Mais Inteligente da História  | Marco Polo           |

## Prêmios e indicações

### Cinema
| Ano  | Premiação                                       | Categoria   | Trabalhado nomeado            | Resultado | Ref           |
| ---- | ----------------------------------------------- | ----------- | ----------------------------- | --------- | ------------- |
| 2020 | The Scene Festival                              | Melhor Ator | Entreolhares (curta-metragem) | Venceu    | [ 58 ]        |
| 2020 | Festival de Cinema de Bento Gonçalves           | Melhor Ator | Entreolhares (curta-metragem) | Venceu    | [ 59 ]        |
| 2020 | Lonely Wolf: London International Film Festival | Melhor Ator | Entreolhares (curta-metragem) | Indicado  | [ 60 ]        |
| 2020 | Flight Deck Film Festival                       | Melhor Ator | Entreolhares (curta-metragem) | Venceu    | [ 61 ] [ 62 ] |
| 2021 | Cult Movies International Film Festival 3rd     | Melhor Ator | Entreolhares (curta-metragem) | Venceu    | [ 63 ]        |